# JR九州エージェンシー
JR九州エージェンシー株式会社（ジェイアールきゅうしゅうエージェンシー、英: JR Kyushu Agency Co., Ltd.）は、福岡県福岡市博多区に本社を置く、JR九州グループの広告代理店。

## 概要
JR九州グループの広告業を手掛ける。親会社であるJR九州のウェブサイトの企画・運営も手掛ける。

## 事業所
- 本社 - 福岡市博多区
- 北九州支店 - 北九州市小倉北区
- 長崎支店 - 長崎市尾上町
- 大分支店 - 大分市要町
- 熊本支店 - 熊本市西区
- 鹿児島支店 - 鹿児島市武
- 東京営業支店 - 東京都中央区京橋

## 沿革
- 1988年（昭和63年）3月 - ジェイアール九州アド・サービスとして設立。
- 1991年（平成3年）4月 - ジェイアール九州エージェンシーに改称。
- 2012年（平成24年）6月 - JR九州エージェンシー（アルファベット表記）に改称。